# Wilhelm Cuno
Wilhelm Carl Josef Cuno (Suhl, Imperio alemán, 2 de julio de 1876-Aumühle, República de Weimar (Alemania), 3 de enero de 1933) fue un político, jurisconsulto y economista alemán. Después de la llegada de la República de Weimar, ocupa desde el 22 de noviembre de 1922 hasta el 12 de agosto de 1923 el puesto de canciller de Alemania, creando un gabinete de expertos y técnicos cercanos al Partido Popular Alemán (Deutsche Volkspartei, DVP), que defiende los intereses de los grandes industriales y financieros, pero no puede evitar la espectacular hiperinflación en 1923 y hechos como la ocupación francesa del Ruhr. Fue sustituido por Gustav Stresemann.
Era director gerente de la Hamburg-Amerika-Paketfahrt-AG (Hapag).